# Papilio lormieri
Papilio lormieri is een vlinder uit de familie van de pages (Papilionidae). 
De vlinder komt voor in het Afrotropisch gebied. Hij heeft een spanwijdte van 10 tot 13 centimeter. Als waardplanten gebruikt de soort verschillende planten uit de wijnruitfamilie (Rutaceae): Calodendrum, Citrus, Clausena anisata, Fagaropsis, Teclea, Toddalia, Vepris en Zanthoxylum.